# Gare des Flamands
La gare des Flamands est une gare ferroviaire française, fermée, de la ligne du chemin de fer de Cherbourg à Barfleur. Elle est située rue de l'ancienne gare des Flamands, près du fort des Flamands, sur le territoire de la commune de Tourlaville, à proximité de Cherbourg (département de la Manche).